# 谢尔盖·阿纳托利耶维奇·波波夫
谢尔盖·阿纳托利耶维奇·波波夫（羅馬化：Sergey Anatol'yevich Popov）是俄罗斯政治人物和经济学家，曾担任担任圣彼得堡商业银行协会主席。1993至1995年，他担任第一届国家杜马议员。他也曾于1989至1993年担任列宁格勒市人民代表会议代表。